# جیمز دانگی
جیمز دانگی یا جیمز وین «جیم» دانگی (انگلیسی: James Dungey; ۳۰ ژانویهٔ ۱۹۲۳ – ۹ مهٔ ۲۰۱۵) فیزیک‌دان)دانشمند فضایی بریتانیایی بود که در ایجاد زمینهٔ آب‌وهوای فضا نقش اساسی داشت و کمک قابل توجهی به درک اساسی فیزیک پلاسما کرد
وی همچنین در ردیف برندگان جایزهٔ مدال طلائی انجمن سلطنتی اختر شناسان بوده‌است.

## کشف اتصال مجدد مغناطیسی
دانگی مفهوم اتصال مجدد مغناطیسی را معرفی کرد؛ مکانیزمی که در ابتدا پذیرفته نشده بود اما اکنون به عنوان دارای اهمیت اساسی در تمام زمینه‌های فیزیک پلاسما (گاز یونیزه) شناخته شده‌است. اتصال مجدد مغناطیسی تأثیرات کلیدی بر پلاسمای اخترفیزیکی، فضایی و آزمایشگاهی در تبدیل انرژی مغناطیسی به گرما و ذرات باردار پرانرژی دارد. همچنین با پیکربندی مجدد خطوط میدان مغناطیسی طیف وسیعی از پدیده‌ها را فعال می‌کند. اتصال مجدد فرآیندی است که در تاج خورشیدی، محیط میان‌سیاره‌ای، مگنتوسفر زمین، توکاماک‌های همجوشی و بسیاری از اجرام اخترفیزیکی رخ می‌دهد. همچنین عامل کنترل کنندهٔ کلیدی در اثرات آب و هوای فضا بر روی سیستم‌های عملیاتی است که باعث آزاد شدن انرژی در شراره‌های خورشیدی و پرتاب جرم تاجی (CME) می‌شود و مکانیزم کلیدی که انرژی را از جریان باد خورشیدی (و افزایش آن به دلیل CMEs) منتقل می‌کند) به محیط فضایی زمین، مگنتوسفر، است. همچنین در تحقیقات همجوشی بسیار مهم است، و باعث ایجاد مشکلاتی برای محصور شدن مغناطیسی پلاسما در توکامک‌ها می‌شود، اما در برخی از دستگاه‌ها برای کمک به فشرده‌سازی پلاسما مهار می‌شود.